# Elemér Jancsó
Elemér Jancsó (n. 10 aprilie 1905, Ocna Mureș, Austro-Ungaria – d. 12 noiembrie 1971, Cluj, România) a fost un critic și istoric literar român de etnie maghiară, editor, frate al lui Béla Jancsó. A publicat sub pseudonimele Dezséri György și Újházy Elemér. Fiul său a fost poetul Miklós Jancsó, iar nepoata sa a fost poeta Noémi Jancsó.

## Biografie
A urmat studii liceale la Colegiul Reformat din Cluj, iar ulterior studii superioare de filologie maghiară și franceză la Colegiul Eötvös din cadrul Universității de Științe din Budapesta. După obținerea doctoratului, a studiat timp de doi ani la Universitatea Sorbona din Paris. În anul universitar 1929-1930 a susținut examenele de licență la Universitatea Regele Ferdinand I din Cluj. A lucrat ca profesor la Colegiul Reformat din Cluj până în 1942, cercetător la Institutul de Studii Transilvane între anii 1942-1945 și apoi din 1945 la Universitatea Bolyai din Cluj și, după fuziunea universităților clujene până la moartea sa, ca șef al catedrei de limba și literatura maghiară a Universității Babeș–Bolyai.
A colaborat cu studii și articole în ziarele și revistele de limba maghiară Ifjú Erdély, Erdélyi Irodalmi Szemle, Erdélyi Múzeum, Pásztortűz, Független Újság și Korunk. În 1939, sub îngrijirea sa, a fost lansată colecția Erdélyi Ritkaságok (Rarități transilvănene), cu manuscrise remarcabile pentru istoria culturală transilvănenană. În afară de cele de mai sus, a mai publicat articole în Székely Szó, Keresztény Magvető, Igaz Szó, Nyelv- és Irodalomtudományi Közlemények, Széphalom és a Nyugat.
Activitatea sa de istoric literar s-a concentrat în primul rând pe subiectul iluminismului și al perioadei reformei. A cercetat viața și opera scriitorilor maghiari György Aranka, János Batsányi, Ábrahám Barcsay, Péter Bod, Gábor Döbrentei, Sámuel Gyarmathi și Miklós Jósika.
Colecția sa de cărți rare, corespondență literară, ziare și articole se află acum la Biblioteca Națională Széchényi din Budapesta.

## Distincții
- Ordinul Muncii clasa a III-a (30 decembrie 1957) „cu ocazia celei de a zecea aniversări a proclamării Republicii Populare Romîne și pentru merite deosebite în îndeplinirea sarcinilor date de Partidul Muncitoresc Romîn, pentru merite deosebite pe tărîmul construcției de stat, economice, sociale, culturale și obștești”[4]
- titlul de „Profesor Emerit al Republicii Populare Romîne” (18 august 1964) „pentru activitate deosebită în domeniul cercetării științifice și contribuție la dezvoltarea învățămîntului superior”[5]
- Ordinul „Meritul Științific” clasa a III-a (26 septembrie 1966) „pentru merite deosebite în activitatea științifică, cu prilejul Centenarului Academiei Republicii Socialiste România”[6]
- titlul de „Om de știință emerit al Republicii Socialiste România” (26 iunie 1969) „în semn de prețuire a personalului didactic pentru activitatea meritorie în domeniul instruirii și educării elevilor și studenților și a contribuției aduse la dezvoltarea învățămîntului și culturii din patria noastră”[7]
- Ordinul „Steaua Republicii Socialiste România” clasa a IV-a (4 mai 1971) „cu prilejul aniversării a 50 de ani de la constituirea Partidului Comunist Român, [...] pentru merite deosebite în opera de construire a socialismului”[8]

## Scrieri
- Északafrikában (Cluj, 1931)
- Északi rokonainknál (Oradea, 1932)
- Az erdélyi magyar líra tizenöt éve (Cluj, 1934)
- Erdély irodalmi élete 1918-tól napjainkig (Budapesta, 1935)
- Az erdélyi magyarság életsorsa nevelésügyének tükrében 1914–1934 (Budapesta, 1935)
- A magyar szabadkőművesség irodalmi és művelődéstörténeti szerepe a XVIII. században (Cluj, 1936)
- Az erdélyi színészet hőskora (Cluj, 1939)
- Reményik Sándor élete és költészete (Cluj, 1942)
- Bölöni Farkas Sándor élete és munkássága 1795–1842 (Cluj, 1942)
- Az Erdélyi Magyar Nyelvmívelő Társaság iratai (Documentele lingvisticii maghiare din Ardeal, București, 1955)
- A felvilágosodástól a romantikáig (De la iluminism la romantism, București, 1966)
- A magyar irodalom a felvilágosodás korában (București, 1969)
- Irodalomtörténet és időszerűség. Irodalomtötténelmi tanulmányok 1929–1970 (Istorie literară și actualitate, București, 1972)
- Kortársaim. Tanulmányok, cikkek, portrék, bírálatok 1928–1971 (Contemporanii mei, București, 1976)